# Orden de San Silvestre
La Orden Ecuestre de San Silvestre Papa y Mártir (en latín: Ordo Sanctus Silvestri Papae; en italiano: Ordine di San Silvestro Papa), a veces denominada como Orden Silvestrina o la Orden Pontificia de San Silvestre Papa, es una de las cinco Órdenes de Caballería otorgadas por el papa como sumo pontífice y cabeza de la Iglesia católica y como el jefe de Estado de Ciudad del Vaticano.

## Historia
Fue instituida por el papa Gregorio XVI el 31 de octubre de 1841 y reformada por san Pío X el 7 de febrero de 1905.
Desde 1993, la orden también puede ser otorgada a mujeres.

## Insignia
La insignia es una cruz maltesa dorada, esmaltada en blanco con la imagen y el nombre de San Silvestre.
La cinta de la orden está compuesta por cinco franjas, tres de las cuales eran rojas y dos negras.

## Clases
Dentro de la Orden existen actualmente cuatro grados o clases:
- Gran Cruz
- Comendador con Placa
- Comendador
- Caballero/Dama

Los Caballeros de la Gran Cruz llevan una banda y una insignia o estrella en el lado izquierdo del pecho. Los comandantes usan una cruz alrededor del cuello. Los Caballeros usan una pequeña cruz en el pecho izquierdo del uniforme: 
|           |                      |                                   |                     |
| Caballero | Caballero Comendador | Caballero Comendador con Estrella | Caballero Gran Cruz |

De 1841 a 1905 existieron solo dos clases:
- Comendador
- Caballero